# Giải vô địch bóng đá thế giới các câu lạc bộ 2010
Giải vô địch bóng đá thế giới các câu lạc bộ 2010 (tên chính thức là FIFA Club World Cup UAE 2010 presented by Toyota vì lý do tài trợ) là phiên bản thứ bảy của Giải vô địch bóng đá thế giới các câu lạc bộ được tổ chức từ ngày 8 đến 18 tháng 12 năm 2010 tại Các Tiểu Vương quốc Ả Rập Thống nhất. Các quốc gia tham gia đấu thầu khác là Úc và Nhật Bản. Bồ Đào Nha cũng tham gia đấu thầu, nhưng đã rút lui sau đó.
Barcelona là đương kim vô địch, nhưng không thể bảo vệ chức vô địch sau khi bị loại ở vòng bán kết UEFA Champions League 2009–10.
Giải đấu đánh dấu lần đầu tiên có một đội bóng ngoài châu Âu và Nam Mỹ vào đến trận chung kết, sau khi đội bóng châu Phi TP Mazembe của CHDC Congo đánh bại đội bóng Nam Mỹ Internacional của Brazil ở bán kết. Tuy nhiên, Mazembe đã không thể vượt qua thử thách cuối cùng, sau khi họ thua đội bóng Italy Inter Milan (đại diện của châu Âu) 0-3 ở trận chung kết. Đây là danh hiệu thế giới thứ ba của Inter, sau hai lần vô địch giải đấu tiền thân của Club World Cup – cúp liên lục địa – vào các năm 1964 và 1965.

## Các đội tham dự
| Đội                   | Liên đoàn        | Tham dự với tư cách                       | Lần tham dự thứ1          |
| Vào vòng bán kết      | Vào vòng bán kết | Vào vòng bán kết                          | Vào vòng bán kết          |
| --------------------- | ---------------- | ----------------------------------------- | ------------------------- |
| Internacional         | CONMEBOL         | Vô địch Copa Libertadores 2010            | 2 (Lần trước: 2006)       |
| Internazionale        | UEFA             | Vô địch UEFA Champions League 2009–10     | 1                         |
| Vào vòng tứ kết       |                  |                                           |                           |
| Seongnam Ilhwa Chunma | AFC              | Vô địch AFC Champions League 2010         | 1                         |
| TP Mazembe            | CAF              | Vô địch CAF Champions League 2010         | 2 (Lần trước: 2009)       |
| Pachuca               | CONCACAF         | Vô địch CONCACAF Champions League 2009–10 | 3 (Lần trước: 2007, 2008) |
| Vòng loại             |                  |                                           |                           |
| Hekari United         | OFC              | Vô địch OFC Champions League 2009–10      | 1                         |
| Al-Wahda              | AFC (Chủ nhà)    | Vô địch UAE Pro-League 2009–10            | 1                         |

1 Chữ in đậm: Năm vô địch trước đó (Internacional là đội cựu vô địch đầu tiên tham dự giải đấu)

## Tổ trọng tài
| Liên đoàn | Trọng tài            | Trợ lý trọng tài                    |
| --------- | -------------------- | ----------------------------------- |
| AFC       | Ben Williams         | Rodney Allen Mohammadreza Abolfazli |
| AFC       | Yuichi Nishimura     | Toshiyuki Nagi Toru Sagara          |
| CAF       | Daniel Bennett       | Evarist Menkouande Redouane Achik   |
| CONCACAF  | Roberto Moreno       | Leonel Leal Daniel Williamson       |
| CONMEBOL  | Víctor Hugo Carrillo | Jonny Bossio Jorge Yupanqui         |
| OFC       | Michael Hester       | Jan-Hendrik Hintz Tevita Makasini   |
| UEFA      | Björn Kuipers        | Berry Simons Sander van Roekel      |

## Địa điểm
Abu Dhabi là thành phố duy nhất được sử dụng để tổ chức giải vô địch bóng đá thế giới các câu lạc bộ 2010.
| Sân vận động Mohammed Bin Zayed                                                                                        | Sân vận động Thành phố Thể thao Zayed        |
| 24°27′9,95″B 54°23′31,27″Đ / 24,45°B 54,38333°Đ                                                                        | 24°24′57,92″B 54°27′12,93″Đ / 24,4°B 54,45°Đ |
| Sức chứa: 42.056 | Sức chứa: 50.000                             |
| |                                              |
| Abu Dhabi (MBZ)Abu Dhabi (ZSC)Giải vô địch bóng đá thế giới các câu lạc bộ 2010 (Các Tiểu vương quốc Ả Rập Thống nhất) |                                              |

## Các trận đấu
Nếu trận đấu có tỉ số hòa sau thời gian chính thức, hiệp phụ sẽ được áp dụng. Nếu tỉ số vẫn là hòa sau hiệp phụ, loạt sút luân lưu sẽ được sử dụng để xác định đội chiến thắng. Tuy nhiên, ở trận tranh hạng năm và hạng ba, hiệp phụ không được áp dụng mà sẽ đá luân lưu luôn để xác định đội chiến thắng.
Thời gian thi đấu dựa theo múi giờ của UAE (UTC+4)

### Vòng loại
| Al-Wahda                          | 3–0      | Hekari United |
| --------------------------------- | -------- | ------------- |
| Hugo 40' · Baiano 44' · Jumaa 71' | Chi tiết |               |

### Tứ kết
| TP Mazembe | 1–0      | Pachuca |
| ---------- | -------- | ------- |
| Bedi 21'   | Chi tiết |         |

| Al-Wahda   | 1–4      | Seongnam Ilhwa Chunma                                              |
| ---------- | -------- | ------------------------------------------------------------------ |
| Baiano 27' | Chi tiết | Molina 4' · Ognenovski 30' · Choi Sung-Kuk 71' · Cho Dong-Geon 81' |

### Bán kết
| TP Mazembe                   | 2–0      | Internacional |
| ---------------------------- | -------- | ------------- |
| Kabangu 53' · Kaluyituka 85' | Chi tiết |               |

| Seongnam Ilhwa Chunma | 0–3      | Internazionale                          |
| --------------------- | -------- | --------------------------------------- |
|                       | Chi tiết | Stanković 3' · Zanetti 32' · Milito 73' |

### Tranh hạng năm
| Pachuca                          | 2–2      | Al-Wahda                      |
| -------------------------------- | -------- | ----------------------------- |
| Cvitanich 82', 89'               | Chi tiết | Matar 44' · Khamees 77'       |
| Loạt sút luân lưu                |          |                               |
| Cvitanich · López · Muñoz · Luna | 4–2      | Hugo · Saeed · Jumaa · Diarra |

### Tranh hạng ba
| Internacional                                      | 4–2      | Seongnam Ilhwa Chunma |
| -------------------------------------------------- | -------- | --------------------- |
| Tinga 15' · Alecsandro 27', 71' · D'Alessandro 52' | Chi tiết | Molina 84', 90+3'     |

### Chung kết
| TP Mazembe | 0–3      | Internazionale                        |
| ---------- | -------- | ------------------------------------- |
|            | Chi tiết | Pandev 13' · Eto'o 17' · Biabiany 85' |

## Các cầu thủ ghi bàn

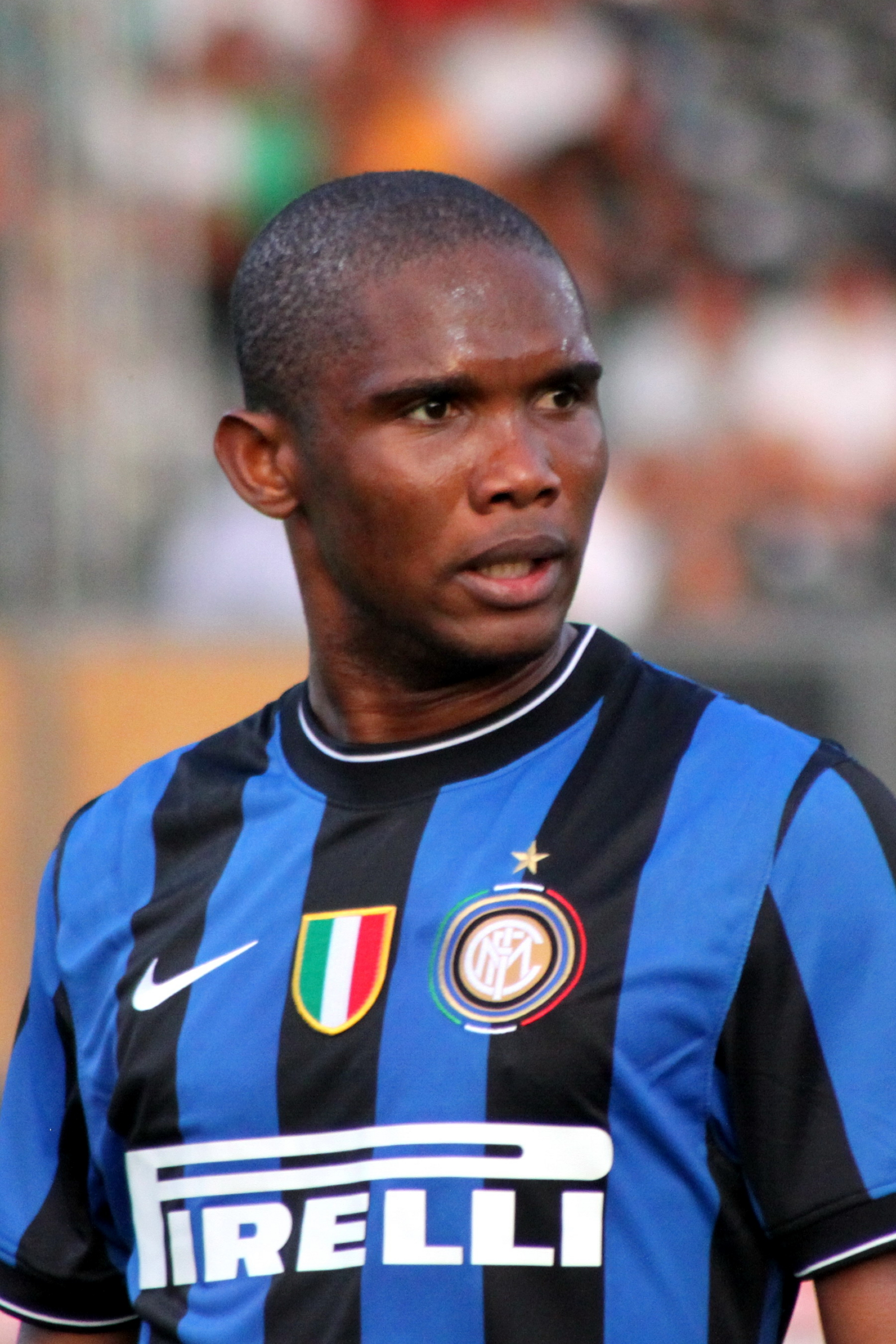
Samuel Eto'o, cầu thủ đoạt Quả bóng Vàng Club World Cup

| Xếp hạng | Cầu thủ             | Câu lạc bộ            | Số bàn thắng |
| -------- | ------------------- | --------------------- | ------------ |
| 1        | Mauricio Molina     | Seongnam Ilhwa Chunma | 3            |
| 2        | Fernando Baiano     | Al-Wahda              | 2            |
| 2        | Alecsandro          | Internacional         | 2            |
| 2        | Darío Cvitanich     | Pachuca               | 2            |
| 5        | Hugo                | Al-Wahda              | 1            |
| 5        | Abdulrahim Jumaa    | Al-Wahda              | 1            |
| 5        | Mahmoud Khamees     | Al-Wahda              | 1            |
| 5        | Ismail Matar        | Al-Wahda              | 1            |
| 5        | Andrés D'Alessandro | Internacional         | 1            |
| 5        | Tinga               | Internacional         | 1            |
| 5        | Jonathan Biabiany   | Internazionale        | 1            |
| 5        | Samuel Eto'o        | Internazionale        | 1            |
| 5        | Diego Milito        | Internazionale        | 1            |
| 5        | Goran Pandev        | Internazionale        | 1            |
| 5        | Dejan Stanković     | Internazionale        | 1            |
| 5        | Javier Zanetti      | Internazionale        | 1            |
| 5        | Cho Dong-Geon       | Seongnam Ilhwa Chunma | 1            |
| 5        | Choi Sung-Kuk       | Seongnam Ilhwa Chunma | 1            |
| 5        | Saša Ognenovski     | Seongnam Ilhwa Chunma | 1            |
| 5        | Mbenza Bedi         | TP Mazembe            | 1            |
| 5        | Mulota Kabangu      | TP Mazembe            | 1            |
| 5        | Dioko Kaluyituka    | TP Mazembe            | 1            |

## Xếp hạng chung cuộc
| Xếp hạng | Đội                   | Liên đoàn | ST | T | H | B | BT | BB | HS |
| -------- | --------------------- | --------- | -- | - | - | - | -- | -- | -- |
| 1        | Internazionale        | UEFA      | 2  | 2 | 0 | 0 | 6  | 0  | +6 |
| 2        | TP Mazembe            | CAF       | 3  | 2 | 0 | 1 | 3  | 3  | 0  |
| 3        | Internacional         | CONMEBOL  | 2  | 1 | 0 | 1 | 4  | 4  | 0  |
| 4        | Seongnam Ilhwa Chunma | AFC       | 3  | 1 | 0 | 2 | 6  | 8  | −2 |
| 5        | Pachuca               | CONCACAF  | 2  | 0 | 1 | 1 | 2  | 3  | −1 |
| 6        | Al-Wahda              | AFC       | 3  | 1 | 1 | 1 | 6  | 6  | 0  |
| 7        | Hekari United         | OFC       | 1  | 0 | 0 | 1 | 0  | 3  | −3 |

## Giải thưởng
| Quả bóng Vàng Adidas Giải thưởng Toyota | Quả bóng Bạc Adidas           | Quả bóng Đồng Adidas                |
| --------------------------------------- | ----------------------------- | ----------------------------------- |
| Samuel Eto'o (Internazionale)           | Dioko Kaluyituka (TP Mazembe) | Andrés D'Alessandro (Internacional) |
| Đội đoạt giải phong cách                |                               |                                     |
| Internazionale                          |                               |                                     |